# Candói
Candói est une municipalité brésilienne située dans l'État du Paraná.